# Andy Warhol Museum

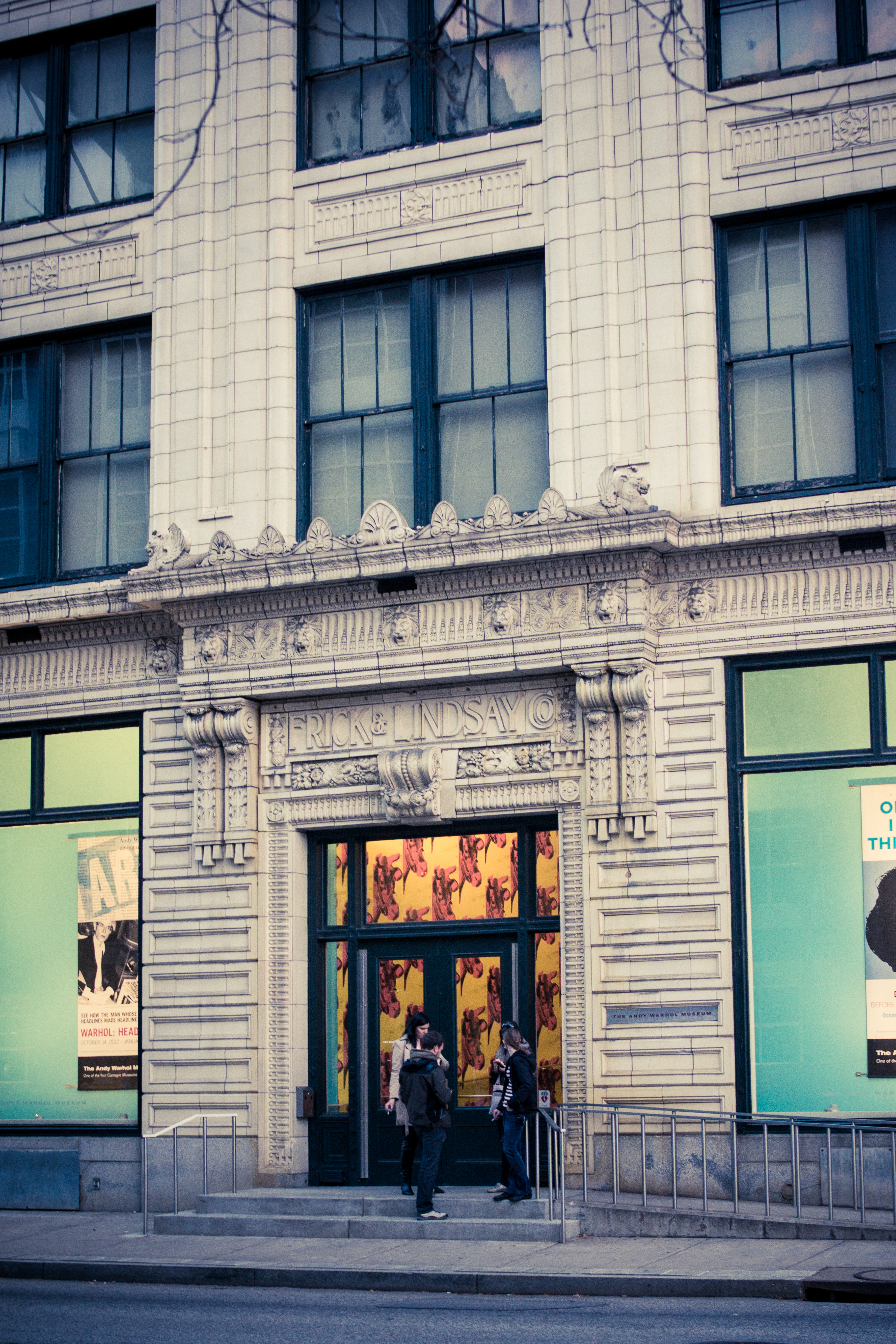
Buitenzijde

Het Andy Warhol Museum is een Amerikaans museum in Pittsburgh, Pennsylvania. Het museum beschikt over een grote collectie kunst en de archieven van de in Pittsburgh geboren popart-icoon Andy Warhol (1928-1987).

## Gebouw
Het museum is gehuisvest in een kantoorgebouw van zeven verdiepingen met een vloeroppervlak van ruim achtduizend vierkante meter. Het museum wordt genoemd als het grootste museum in de VS dat aan een enkele kunstenaar gewijd is.

## Collectie
In de collectie van het museum bevinden zich onder meer negenhonderd schilderijen, bijna tweeduizend tekeningen, ruim duizend grafische werken zoals zeefdrukken, ruim zeventig beelden, vierduizend foto's, en ruim vierduizend audiovisuele werken van Warhol zoals video's en films.

## Geschiedenis
De eerste plannen voor het museum werden aangekondigd in 1989, bijna drie jaar na het overlijden van Warhol. De eerste directeur was Thomas N. Armstrong III, voormalig directeur van Whitney Museum of American Art. Onder de sponsoren, die tachtig miljoen bijeenbrachten, waren onder meer de Andy Warhol Foundation for the Visual Arts en de Dia Art Foundation, gevestigd in New York.

## Budget en aantal bezoekers
Het budget van het museum bedroeg in 2010 ruim zes miljoen dollar. Het museum trok in dat jaar ruim honderdduizend bezoekers. Het werkte sinds 1996 mee aan meer dan vijftig reizende exposities die meer dan honderdvijftig locaties aandeden en in totaal bijna negen miljoen bezoekers trokken.

## Afbeeldingen

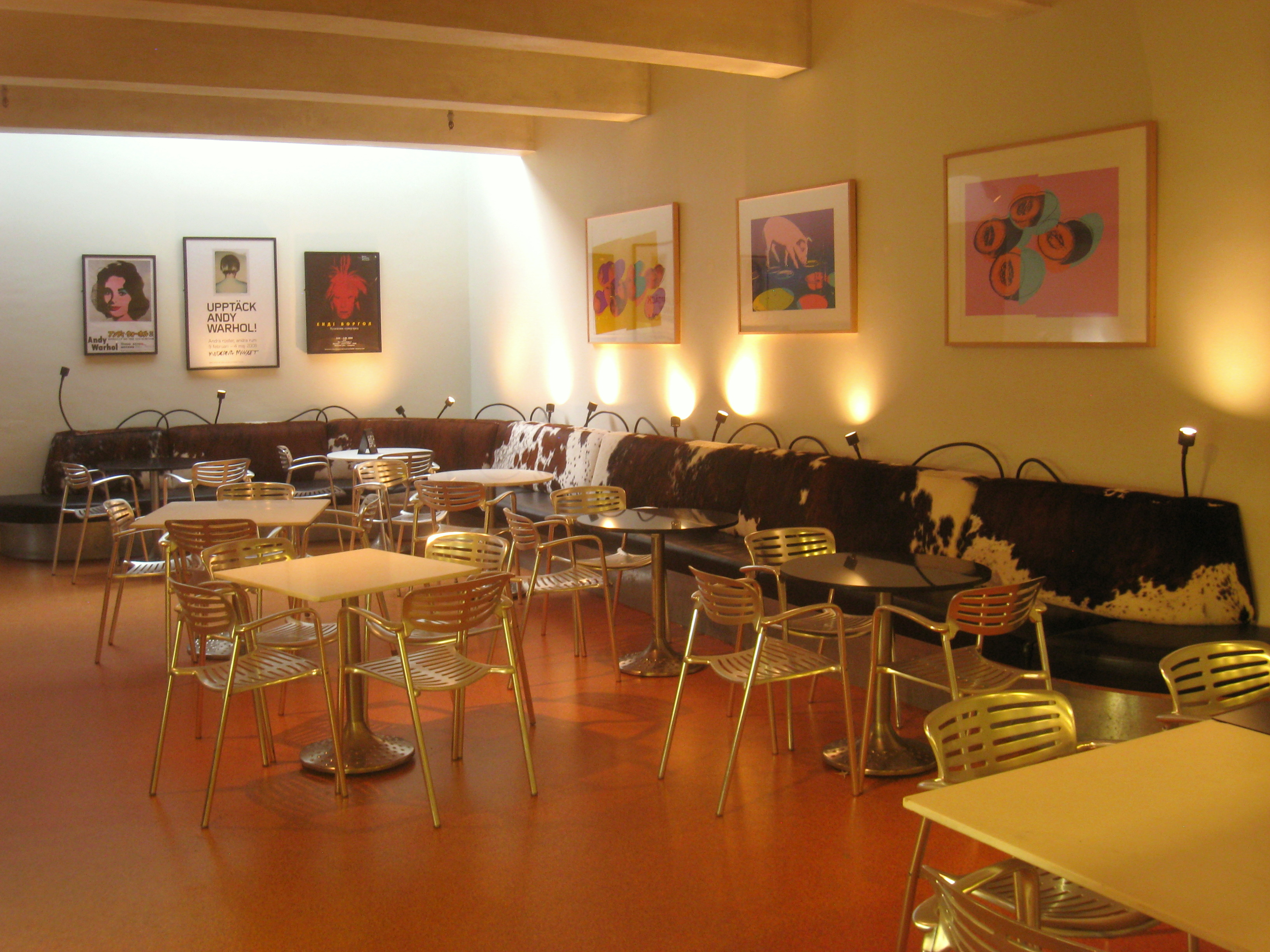
Binnenaanzicht
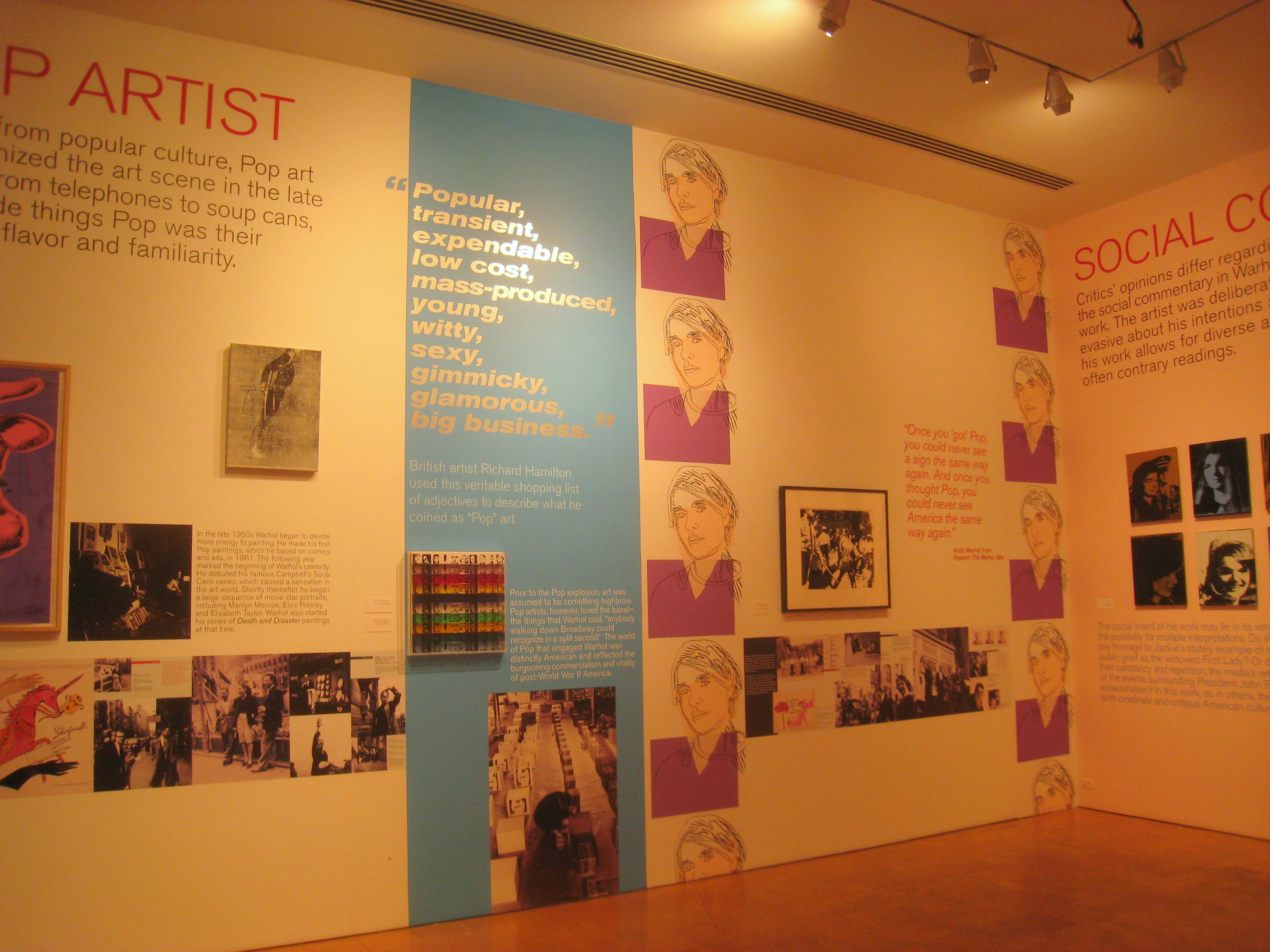
Binnenaanzicht
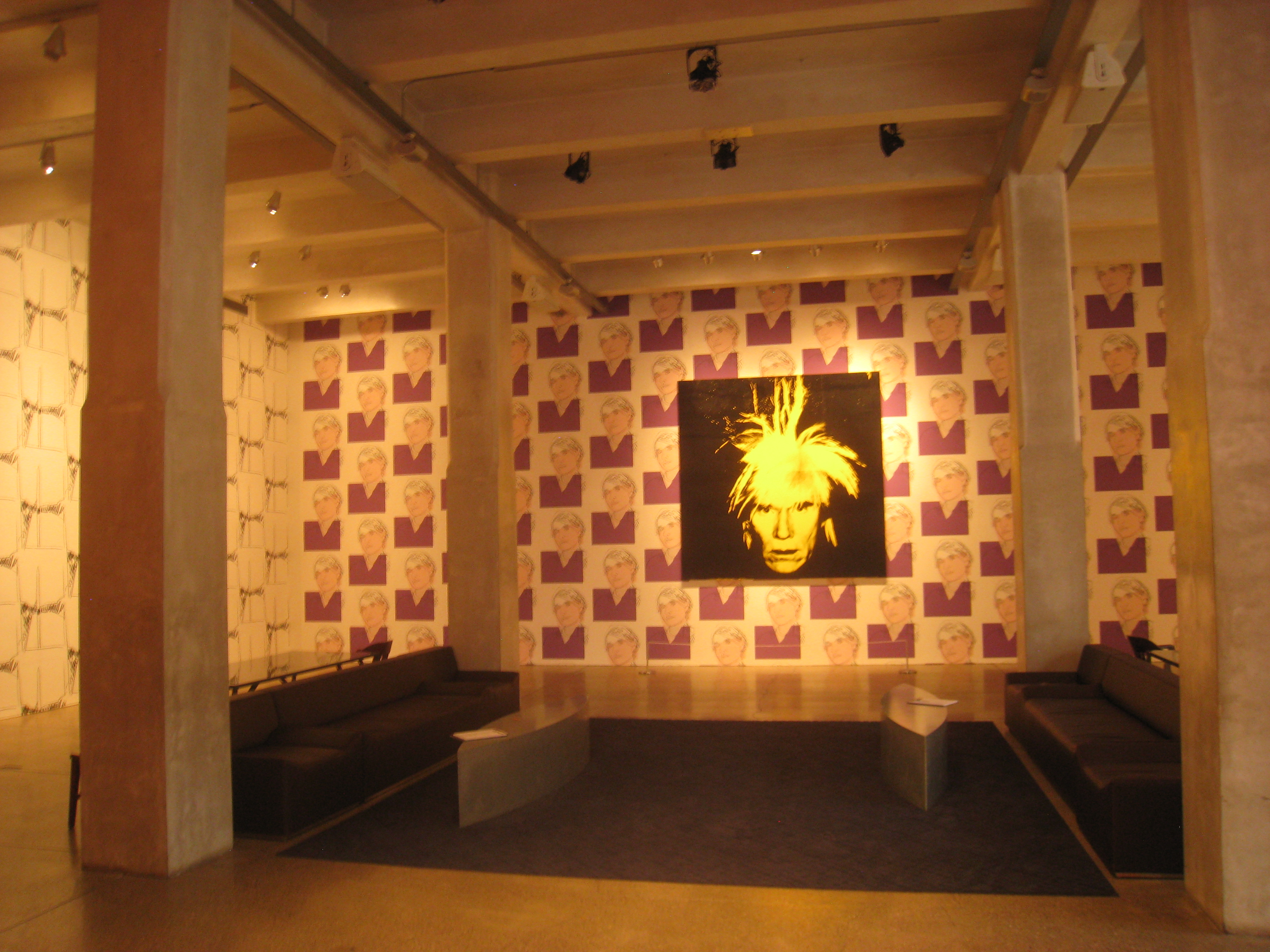
Binnenaanzicht